# Chung cực nhất ban
Chung cực nhất ban, tên tiếng Anh là KO One, là một bộ phim truyền hình Đài Loan được sản xuất vào năm 2005, với vai chính do Uông Đông Thành, Thần Diệc Nho, Viêm Á Luân, và Đường Vũ Triết. Phim do hãng Comic International Productions (可米國際影視事業股份有限公司) và đài Bát Đại đồng sản xuất, phát sóng lần đầu tại Đài Loan trên kênh truyền hình cáp Gala Television (GTV) Variety Show/CH 28 (八大綜合台) từ ngày 26 tháng 11 năm 2005 cho đến ngày 27 tháng 5 năm 2006.

## Nhân vật

#### Uông Đại Đông (汪大東)
Uông đại đông là lão đại của lớp "Chung cực nhất ban" (終極一班), tự cao, tự đại và rất cứng đầu, nhưng luôn tỏ ra là một đứa trẻ ngoan hiền, hiếu thảo trước mặt ba mẹ mình. Hầu hết tất cả các thành viên trong chung cực nhất ban đều vâng lời y.
Đại Đông xếp hạng thứ ba trong KO Bảng với chỉ số chiến lực là 9,000.
Mặc dù Đại Đông rất nóng tính, và cục súc, nhưng mỗi khi các học sinh trong chung cực nhất ban gặp chuyện thì anh sẽ cố gắng hết sức để giup, giải vây, và cứu nguy cho họ.
Vũ khí chính của y là Long Vân Ngao hoặc Long Vân Chảo (龍紋鏊). Khả năng đặc biệt của thứ vũ khí này là khi gặp đối thủ mạnh hơn y (tức là có nhiều chỉ số chiến lực hơn Đại Đông) thì nó sẽ tăng chỉ số chiến lực của người sở hửu (Đaị Đông) cho tới khi chỉ số chiến lực của nguời sở hửu (Đại Đông) bằng với chỉ số chiến lực của đối phương, nhưng nếu như đối thủ mạnh ngang y hoặc yếu hơn y thì chỉ số chiến lực của y sẽ giữ nguyên.

#### Vương Á Sắt (王亞瑟)
Vương Á Sắt là là con trai của thủ lĩnh của "Thổ long bang" (土龍帮).
Có tiền, có quyền, luôn cho mình là nhất, và thứ mà y coi trọng có lẽ là diện mạo, thần thái, và phong độ của mình.
Giống với Đại Đông, y cúng xếp hạng thứ ba với chỉ số chiến lực là 9,000, nhưng vì cùng chung một xếp hạng với Đại Đông mà xém tí nữa hai người này đã quyết chiến một trận sinh tử với nhau để dành chức lão đại lớp chung cực, nhưng vì một lý do nào đó mà hai người này càng về sau họ càng thân thiết với nhau hơn.
Vũ khí chính của Á Sắt là thanh Thạch Trung Kiếm (石中劍), là thanh kiếm huyền bí được chế tạo bởi phù thủy Merlin và được sở hửu bởi
Vua Arthur và khi Á Sắt gỡ bỏ phong ấn của thanh kiếm, thì thứ sức mạnh hắc ám được phong ấn bên trong thanh kiếm sẽ thoát ra ngoài và chiếm hửu cơ thể của anh, và khiến cho anh không kiểm soát được bản thân mình nữa.

#### Đinh Tiểu Vũ (丁小雨)
Tiểu Vũ xếp hạng thứ bốn trong KO Bảng với chỉ số chiến lực là 8,500, thường thì tiểu vũ sẽ nhìn người khác với một cặp mắt lạnh lùng nếu như người đó không chịu để anh yên.
Mặc dù Tiểu Vũ rất ghét bạo lực, nhưng cậu ta laị có sức chịu đựng hơn người, và thường thì cậu ta sẽ không đánh trả, nhưng nếu như có ai đó đánh vào đầu cậu, thì cậu nhất định sẽ đánh trả.
Khác với các chiến binh trong KO Bảng, vũ khí chínnh của cậu là nấm đấm, nghe đồn rằng nắm đắm tay trái của cậu chứa đựng sức mạnh của một quả bom nguyên tử, trong khi đó tay phải của cậu lại mạnh gấp mười lần tay trái của cậu, nhưng nếu như tiểu vũ sử dụng sức mạnh bên cánh tay phải thì cậu sẽ mất hết sức mạnh và trở thành một người bình thường trong 3 tiếng đồng hồ, hoặc nếu nặng hơn thì nó có thể sẽ khiến cho cậu mất mạng.

#### Hoàng An Kỳ (黃安琪)
An kỳ là con của một nhà chính khách nổi tiếng, và là bạn thưở nhỏ của Đại Đông và Lôi Khắc Tư. An Kỳ đã luôn yêu thầm Đại Đông từ nhỏ nhưng, lại chưa bao giờ biết được cảm xúc thật của Đại Đông về mình, và An Kỳ không hề biết rằng Lôi Khắc Tư đã yêu cô từ nhỏ. An kỳ đã chuyển sang Mỹ vào 5 năm trước vì một lý do nào đó, nhưng trong khoản thời gian đó An Kỳ đã viết và gửi 2 lá thư mỗi tuần, và tổng cộng là 500 lá. Tuy Đại Đông chưa bao giờ hồi âm những lá thư của cô nhưng, Đại Đông đã bí mật sưu tầm và âm thầm học thuộc hết những lá thư đó.
Tình yêu của An Kỳ dành cho Đại Đông chính là lý do tại sao Lôi Khắc Tư lại ghét Đại Đông. Sau khi Lôi Khắc Tư quyết định lộ diện phân thận thật của mình là KO. 2 (một trong những chiến binh mạnh nhất trong KO bảng) và khiến cho Đại Đông phải nhập viện gấp, An Kỳ đã quyết định sẽ về Mỹ vì cô nghĩ rằng chính cô ấy là người đã gây ra mâu thuẫn giữa Đại Đông và Lôi Khắc Tư, nhưng trước khi An Kỳ đi Đại Đông dã kịp thời nói cho An Kỳ biết việc mình bí mật học thuộc lòng hết các lá thư của cô ấy, cảm động trước việc này An kỳ đã quyết định sẽ ở lại Đài Loan với Đại Đông thêm một khoản thời gian nữa.

### Lôi Khắc Tư (雷克斯)
Bạn thời thơ ấu của Uông Đại Đông và là người mà Đại Đông hoàn toàn tin tưởng. Lôi khắc tư đã yêu thầm An kỳ từ thưở nhỏ, Nhưng khổ nổi An kỳ đã chúng tiếng sét ái tình với Đại đông, nên dần dần khiến cho y nẩy sinh hận thù với người bạn thân thiết nhất của mình.
Khi ở trong trường y được ví như quân sư hoặc, là bộ não của Đại Đông.
Tất cả các học sinh trong chung cực nhất ban và thậm chí cả Uông Đại Đông đều không biết sự thật rằng Lôi Khắc Tư chính là KO 2 (chiến binh đứng thứ nhì trong KO bảng) với chỉ số chiến lực là 10,000, vì y luôn giả dạng là một cậu nhóc yếu đuối và không có ý đồ xấu.